# Saint-André (Pyrénées-Orientales)
Saint-André (på Catalansk: Sant Andreu de Sureda) er en by og kommune i departementet Pyrénées-Orientales i Sydfrankrig. Saint-André ligger i det gamle landskab Roussillon, som er den franske del af Catalonien.
Saint-André er en mindre by, som er vokset op omkring klosteret af samme navn.

## Geografi
Saint-André ligger på Roussillons store sletteområde. Overalt fra kommunen er der dog udsigt til Les Albères, som er en del af Pyrenæerne.
Mod nord ligger Palau-del-Vidre, mod øst Argelès-sur-Mer, mod syd Sorède og mod vest Saint-Génis-des-Fontaines.

## Historie
Klosteret Saint-André blev grundlagt omkring år 800 af den spanske munk Miron. Klosteret blomstrede indtil det 10. århundrede takket være støtte fra Roussillons grever. I længden kunne klosteret ikke klare sig i konkurrencen med det nærliggende kloster i Saint-Génis-des-Fontaines og i 1109 gik det fallit. For at redde klosteret, gav grevinde Agnès af Roussillon det til klosteret i Lagrasse . Det blev dog en kortvarig redning. Klosteret forfaldt på ny og i slutningen af det 13. århundrede var der kun 4 munke tilbage. I 1592 blev klosteret tilknyttet Sainte Marie klosteret i Arles-sur-Tech. I 1789 blev kirken en almindelig sognekirke og de tilhørende klosterbygninger blev revet ned.

## Demografi

### Udvikling i folketal
| 1962                                                              | 1968 | 1975  | 1982  | 1990  | 1999  | 2007  | 2010  | 2017  |
| ----------------------------------------------------------------- | ---- | ----- | ----- | ----- | ----- | ----- | ----- | ----- |
| 834                                                               | 843  | 1.016 | 1.718 | 2.123 | 2.519 | 2.851 | 3.120 | 3.443 |
| Tal fra og med 1962 er uden dobbelttælling (sans doubles comptes) |      |       |       |       |       |       |       |       |